# Mühlenbach (Aalenbach)
Der Mühlbach ist ein knapp einen Kilometer langer Bach in der Stadtteilgemarkung Großaltdorf der Kleinstadt Vellberg im Landkreis Schwäbisch Hall im nordöstlichen Baden-Württemberg, der nach insgesamt südlichen Lauf von rechts zwischen Kleinaltdorf und dem Aussiedlerhof Sonnenhof in den Aalenbach mündet.

## Geographie

### Verlauf
Der Mühlbach entsteht an der Südseite des Kerlewecker Weges etwa gegenüber dem in den Mönchswiesen stehenden Aussiedlerhof an der anderen Straßenseite auf etwa 399 m ü. NHN. Er läuft seine ersten knapp hundert Meter zwischen einer Wiese links und einem Feld rechts unter einer lockeren Feldhecke nach Süden und unterquert dann die beidseits von Feldwegen begleitete Bahnstrecke Crailsheim–Heilbronn, an deren Damm hier ebenfalls beidseits Feldhecken wachsen. Jenseits der Bahn folgt er fast einen halben Kilometer lang einem mit nach Westen ausholendem Lauf in seiner Talmulde durchs Feldgewann Mühlenbach südwärts zur L 1040 Großaltdorf–Talheim führenden Feldweg. Nachdem er die Landesstraße unterquert hat, fließt er die nächsten hundert Meter wiederum zwischen einer Wiese links, die an der anderen Seite von einer ebenfalls heckengesäumten, die Landesstraße mit Kleinaltdorf verbindenden Gemeindestraße begrenzt ist, und einem Feld rechts nach Südosten. An der sodann erreichten Erschließungsstraße zum Sonnenhof im Süden fließt der Bach aus seinem Graben in eine Verdolung, in welcher er für den Rest seines Laufes unter der hier Blauwiesen genannten schmalen Wiesenaue des kleinen Flusses südwärts läuft, ehe er auf etwa 373 m ü. NHN unterhalb von Kleinaltdorf und oberhalb des Sonnenhofes von rechts in den von einer Galerie begleiteten Aalenbach einmündet.
Der Mühlenbach mündet nach einem 0,9 km langen Lauf mit mittlerem Sohlgefälle von etwa 30 ‰ ungefähr 26 Höhenmeter unterhalb seines Ursprungs am Kerlewecker Weg. Er hat außer Straßengräben entlang der L 1040 keine offenen Zuflüsse.

### Einzugsgebiet
Der Mühlenbach hat ein etwa 0,5 km² großes Einzugsgebiet, das naturräumlich gesehen im Unterraum Haller Ebene der Hohenloher und Haller Ebene liegt. Das Gelände ist offen und wird weit überwiegend ackerbaulich genutzt. Der mit wenig über 420 m ü. NHN höchste Punkt liegt etwas nordöstlich des Aussiedlerhofes am Ursprung neben der K 2665.
Reihum grenzen die Einzugsgebiete der folgenden Nachbargewässer an:
- Im Norden läuft wenig hinter der Wasserscheide der Hochebenen-Oberlauf des Bachs durch die Kappisklinge westwärts zur Bühler;
- im Osten grenzt der nach Süden abfallende Siedlungsbereich von Groß- und Kleinaltdorf an, worin es keine offenen Gewässer zeum Aalenbach gibt;
- im Südwesten läuft ein namenloser Bach durchs Gewann Unteres Breitfeld, nunmehr unterhalb der Mühlenbach-Mündung, ebenfalls zum Bühler-Zufluss Aalenbach;
- im Westen entsteht nahe bei Kerleweck der Binsenwiesenbach, der zwischen Aalenbach und Kappisklinge bei Neunbronn die Bühler speist.

Das gesamte Gebiet liegt in der Gemarkung des Stadtteils Großaltdorf von Vellberg.

## Geologie
Im Bereich der nördlichen Wasserscheide, auf der ungefähr die K 2665 Großaltdorf-Oberscheffach verläuft, liegt ein schmaler Streifen von Lösslehm aus quartärer Ablagerung. Südlich davon bis fast zum Aussiedlerhof am Bachursprung bedeckt Gipskeuper (Grabfeld-Formation) die höheren Lagen. Im deutlich überwiegenden übrigen und tieferen Einzugsgebiet steht Lettenkeuper (Erfurt-Formation) an. Auf dem Grund der Bachmulde bald nach der Bahnquerung zieht sich ein Schwemmlandstreifen, mündungsnah um den Aalenbach-Lauf dann dessen Auenlehme. Möglicherweise ist dessen Aue hier sogar bis in den Oberen Muschelkalk eingetieft, denn dieser ist sowohl etwas ober- wie etwas unterhalb des Mühlenbach-Zulaufs am untersten Hang des Aalenbachs inselhaft nachgewiesen.

## Geschichte
Ein Messtischblatt vor der Flurbereinigung aus der ersten Hälfte des 20. Jahrhunderts zeigt zwei Quellen des Baches noch nördlich des Kerlewecker Weges im Bereich der Überbauung des heutigen Aussiedlerhofes und dazu einen von der östlichen dieser beiden Quellen aus gerechnet etwa 0,3 km langen, heute verschwundenen Oberlauf bis zum jetzigen Ursprung. Auf dem Abschnitt zwischen Bahnstrecke und Landesstraße verlief der Mühlenbach dieser Karte zufolge damals in einem Wiesenstreifen inmitten seiner natürlichen Mulde in gezacktem Lauf; jenseits der Landesstraße dann hatte er schon damals genau seine heutige Trasse, doch war er dort noch auf ganzer Länge offen und beidseits von Wiesen begleitet.
Der Name des heute bis auf den Aussiedlerhof aus neuerer Zeit nahe am Ursprung völlig unbesiedelten Baches legt die Vermutung nahe, dass an ihm einst eine Mühle gestanden haben könnte. Eine solche ist aber weder auf dem einschlägigen Blatt der Karte des Königreichs Württemberg von 1858 noch auf dem Meßtischblatt von 1931 eingetragen. Die Oberamtsbeschreibung von 1847 nennt für die damalige Gemeinde Groß-Altdorf nur eine Mühle, welche in Kleinaltdorf einen halben Kilometer oberhalb des Mühlenbach-Zuflusses am deutlich wasserreicheren Aalenbach lag.

### LUBW
Amtliche Online-Gewässerkarte mit passendem Ausschnitt und den hier benutzten Layern: Lauf und Einzugsgebiet des Mühlenbachs

Allgemeiner Einstieg ohne Voreinstellungen und Layer: Daten- und Kartendienst der Landesanstalt für Umwelt Baden-Württemberg (LUBW) (Hinweise)
1. 1 2 3  Höhe nach dem Höhenlinienbild auf dem Hintergrundlayer Topographische Karte.
2. ↑  Länge nach dem Layer Gewässernetz (AWGN).
3. ↑  Einzugsgebiet abgemessen auf dem Hintergrundlayer Topographische Karte.

### Andere Belege
1. ↑  Wolf-Dieter Sick: Geographische Landesaufnahme: Die naturräumlichen Einheiten auf Blatt 162 Rothenburg o. d. Tauber. Bundesanstalt für Landeskunde, Bad Godesberg 1962. → Online-Karte (PDF; 4,7 MB)
2. ↑  Geologie nach den Layern zu Geologische Karte 1:50.000 auf: Mapserver des Landesamtes für Geologie, Rohstoffe und Bergbau (LGRB) (Hinweise)
3. ↑  Geschichte nach:
  - Topographischer Atlas des Königreichs Württemberg, Blatt Nr. 12 (in Herausgabeordnung Nr. XXV) Ellwangen von 1851 (PDF, 6,1 MByte)
  - Meßtischblatt 6825 Ilshofen von 1937 in der Deutschen Fotothek
  - Kapitel zur Gemeinde Groß-Altdorf der Beschreibung des Oberamts Hall von 1947